# Михайловка (Иркутская область)
Михайловка — рабочий посёлок в Черемховском районе Иркутской области России. Административный центр городского поселения посёлок Михайловка

## География
Расположена на Иркутско-Черемховской равнине, в 120 км к северо-западу от Иркутска.

## История
На почтовом тракте с 1815 года существовала станция Половинная, от которой произошло название построенной в конце XIX века железнодорожной станции. С 1905 года станция являлась остановочным пунктом для дозаправки паровозов.
В 1911 году выселок села Тайтурка при станции Половина отделился в самостоятельное сельское поселение Михайловское, с 1915 года — посёлок Михайловское.
В 1930-х годах в Михайловке был организован колхоз, считавшийся в то время лучшим в области.
Во время Великой Отечественной войны железнодорожные мастерские и локомотивное депо работали круглосуточно. После 1945 года на их базе было основано вагонное депо.
В 1963 году Михайловка получила статус рабочего посёлка. Через три года здесь началось строительство крупнейшего в восточной части СССР завода по производству огнеупорного кирпича. Рабочим выдавались квартиры в только что построенных пятиэтажных домах. В период 1990-х годов Восточно-Сибирский огнеупорный завод прекратил работу.

## Население
| 1970  | 1979  | 1989  | 2002  | 2009  | 2010  | 2011  |
| ----- | ----- | ----- | ----- | ----- | ----- | ----- |
| 3674  | ↗8025 | ↗9381 | ↘8148 | ↘7484 | ↗7827 | ↘7821 |
| 2012  | 2013  | 2014  | 2015  | 2016  | 2017  | 2021  |
| ↘7783 | ↘7697 | ↘7652 | ↘7615 | ↘7558 | ↘7478 | ↗7489 |

## Образование
- Средняя школа № 1,
- Средняя школа № 3,
- Детский сад № 6,
- Детский сад № 14,
- Детский сад № 54,
- Центр внешкольной работы,
- Детская юношеская спортивная школа,
- Детская школа искусств,
- Районный дом культуры «Жарки»,
- Историко-краеведческий музей Черемховского района[17]

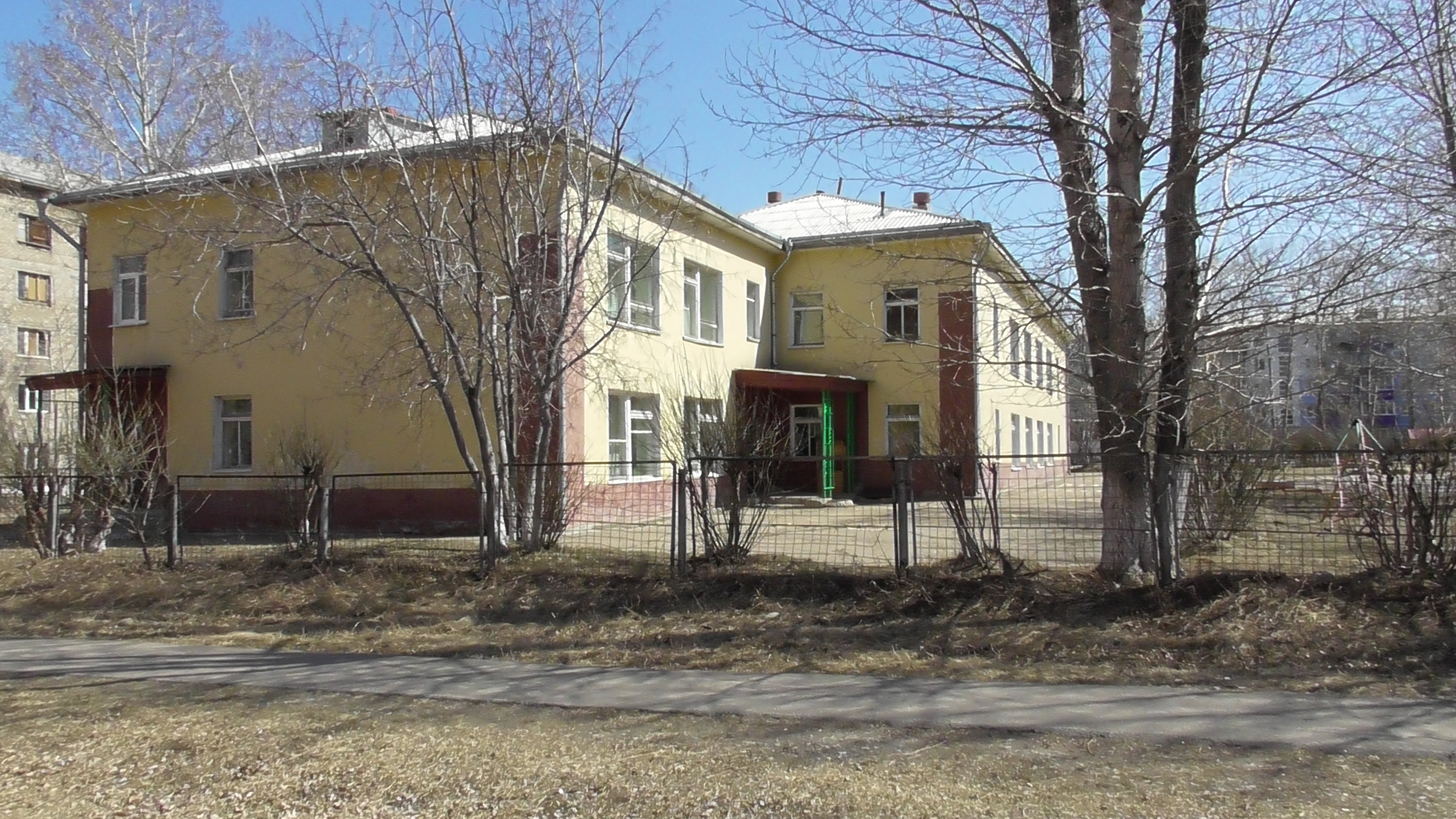
Детский сад №14
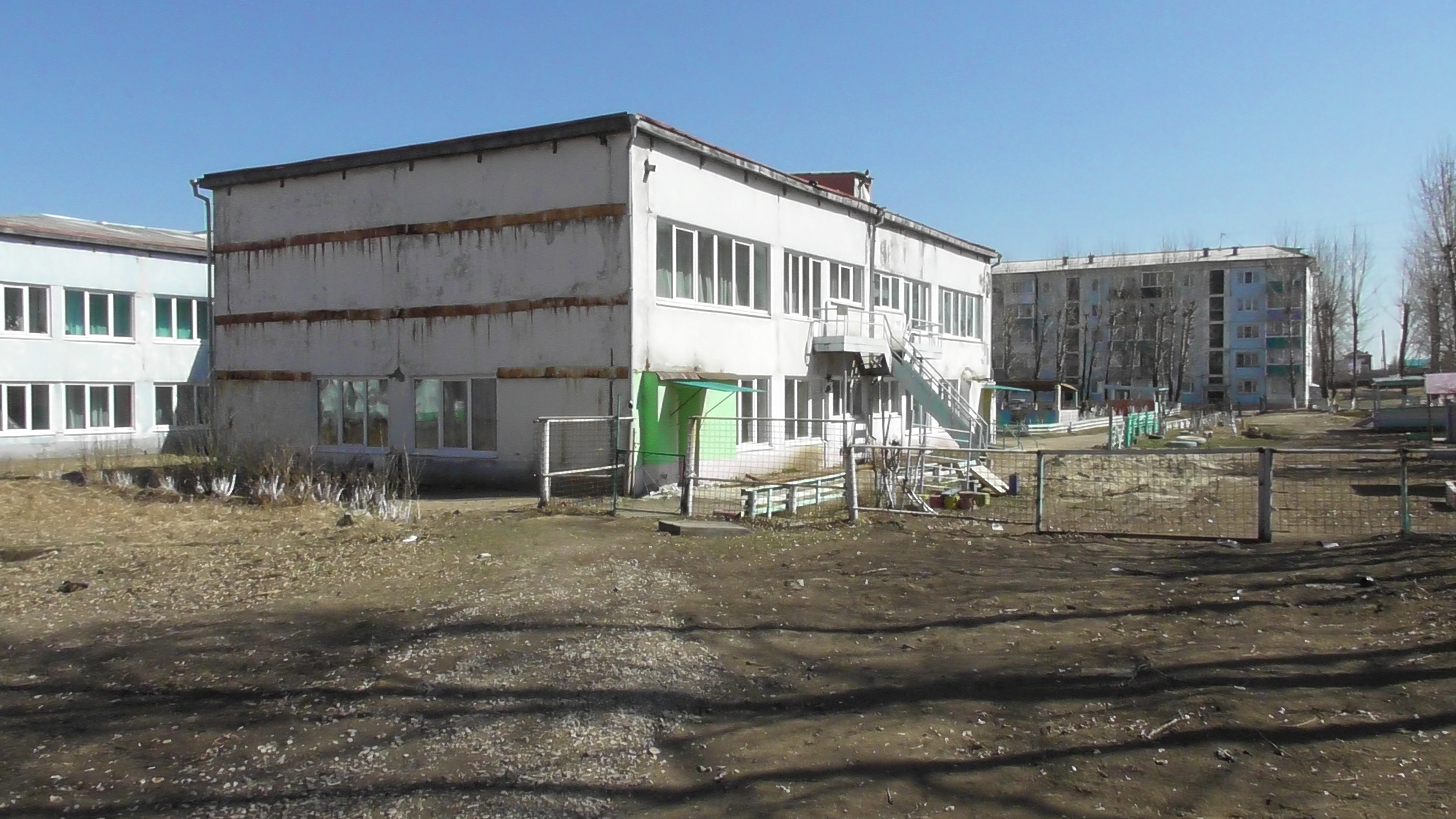
Детский сад №54
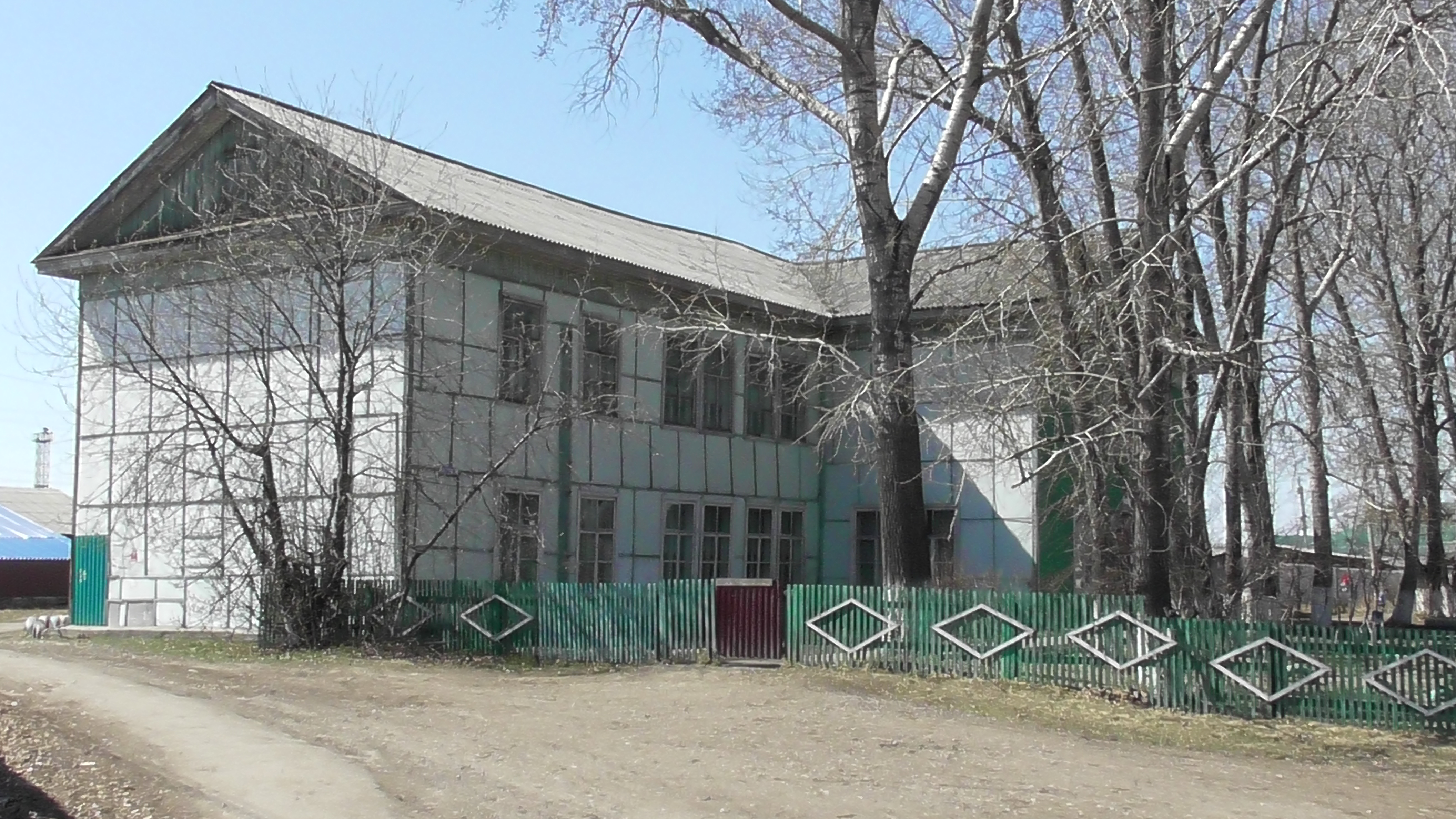
Центр внешкольной работы
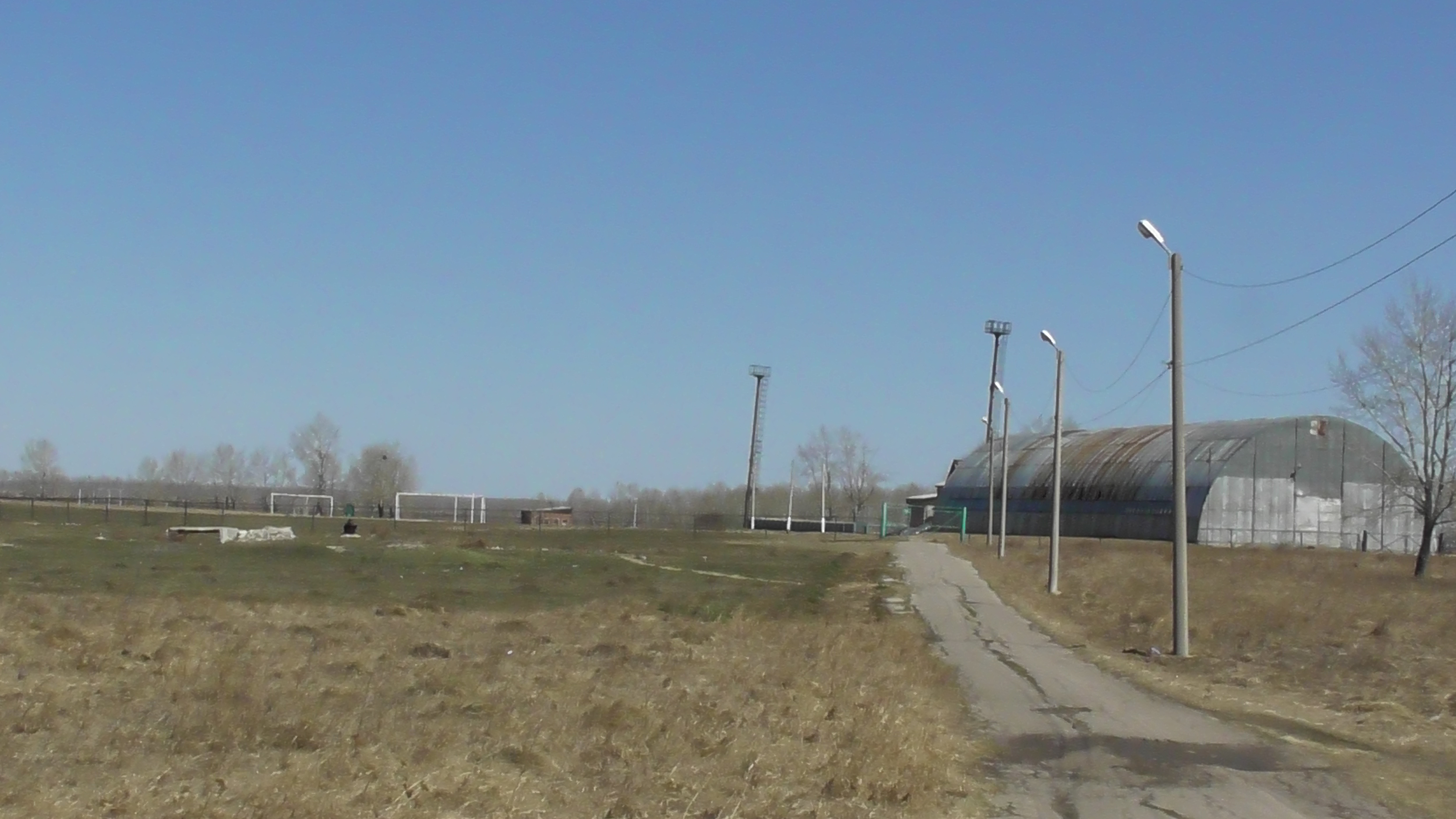
Детская юношеская спортивная школа
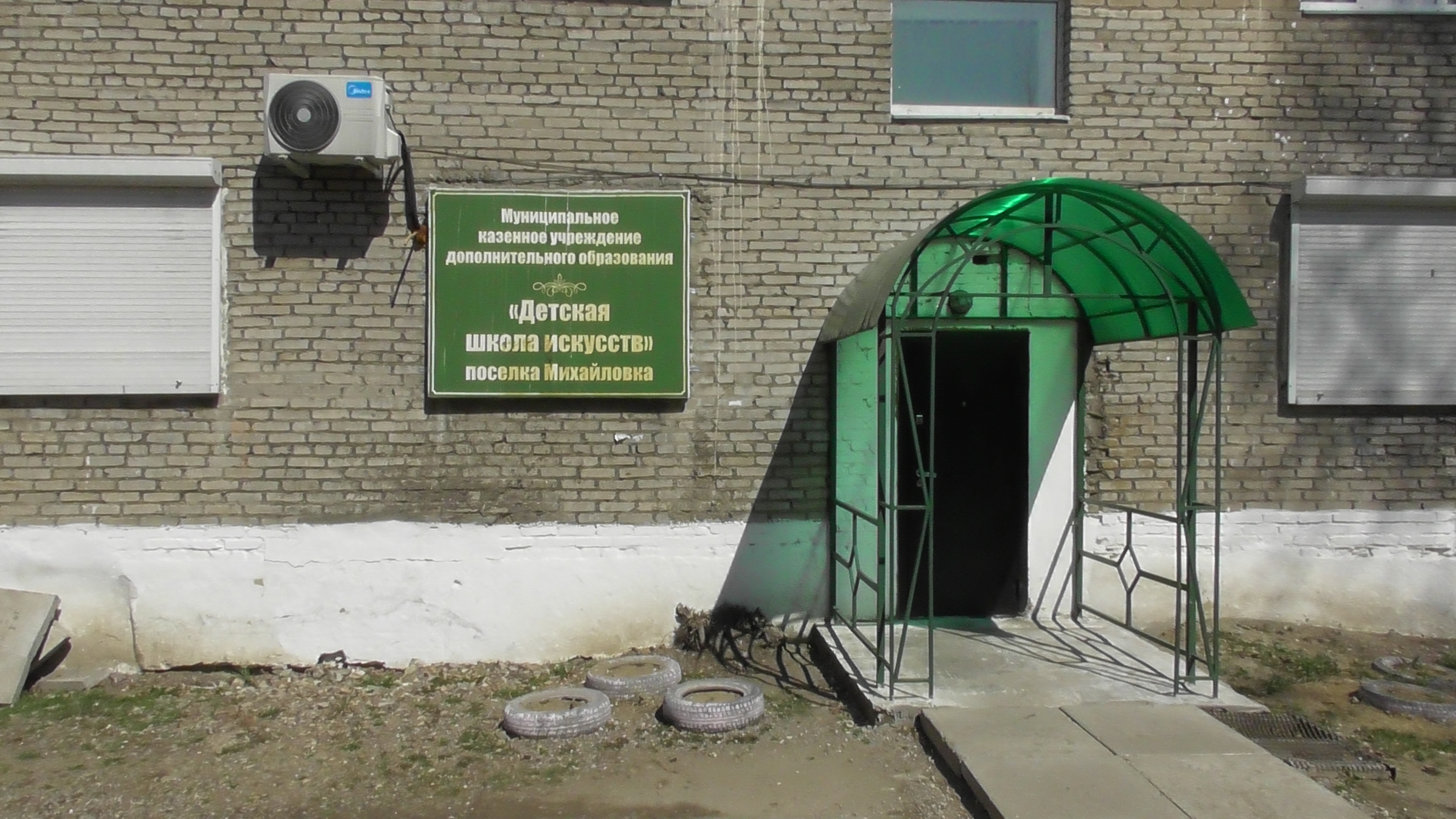
Детская школа искусств
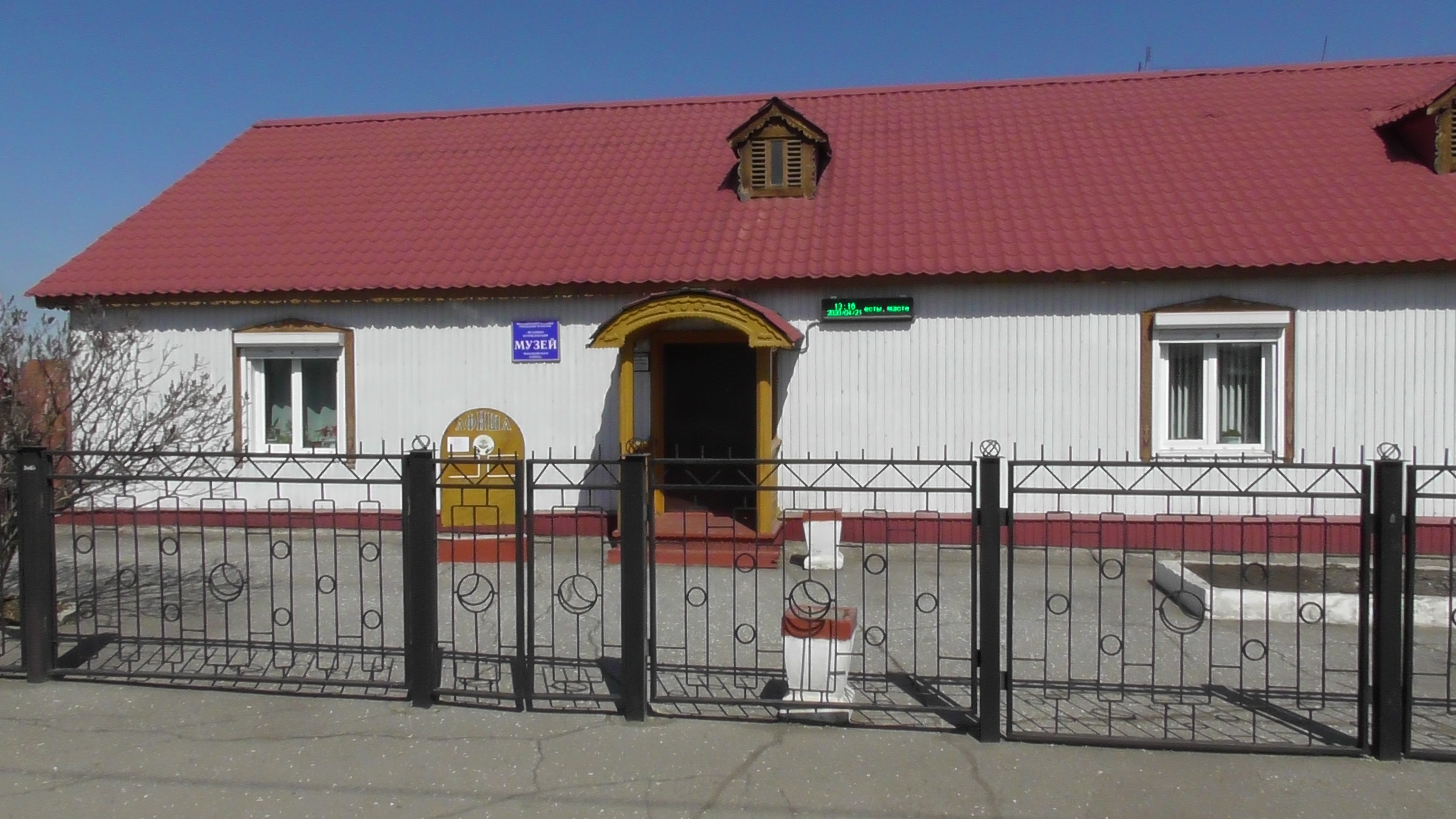
Историко-краеведческий музей Черемховского района

## Здравоохранение

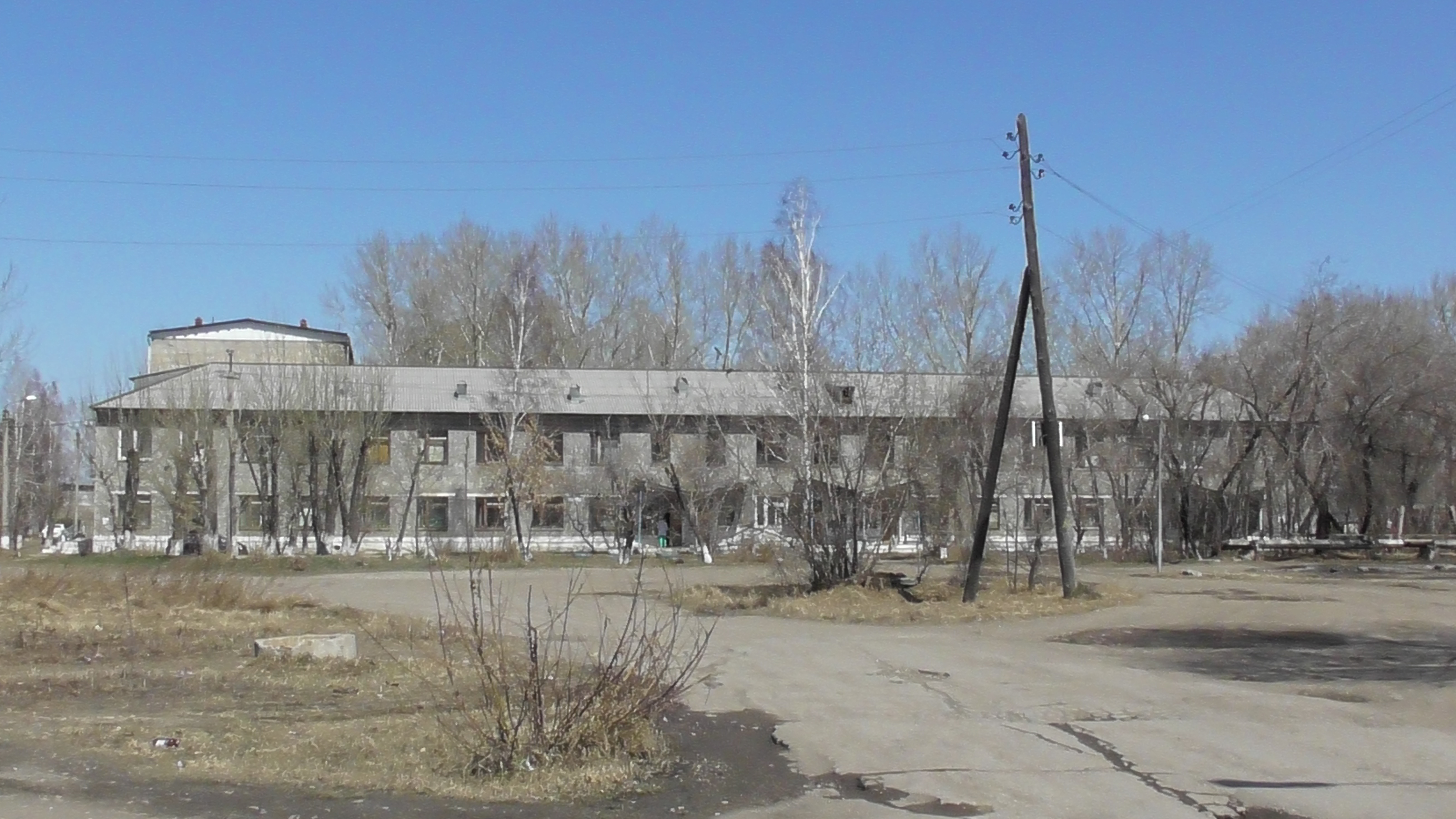
Черемховская ГБ № 1

Черемховская ГБ № 1 (бывш. Михайловская центральная районная больница) — лечебное учреждение для оказания первичной медико-санитарной помощи взрослому и детскому населению, имеющее поликлинику и дневной стационар. В 2013 году произошли реорганизация и присоединение к Черемховской центральной районной больнице.

## Восточно-Сибирский огнеупорный завод
Завод по производству огнеупорных материалов действовал в пос. Михайловка Черемховского района Иркутской области СССР и Российской Федерации с 1974 по 2002 год.
Восточно-Сибирский огнеупорный завод построен по проекту Восточного института огнеупоров и введён в эксплуатацию в 1974 году. Источником сырья для завода были Трошковское месторождение огнеупорных глин и Савинское месторождение магнезитов, располагающиеся в Черемховском районе. Предприятие входило в некоммерческую ассоциацию производителей огнеупоров «Огнеупорпром».
С 2002 года на базе бывшего завода было организовано ООО «Сибирские Порошки», специализирующееся на производстве огнеупорных порошков, мертеля и магнезитового каустического порошка.
По состоянию на 2020 год действует котельная; некоторые территории завода используются для деревообработки и производства металлизованных окатышей. Неоднократно поднимался вопрос о постройке новой котельной, так как прежняя строилась заведомо более мощной с расчётом отопления завода и посёлка.

## Транспорт
Железнодорожный транспорт
Через станцию Половина Восточно-Сибирской железной дороги идут пригородные электропоезда и пассажирские поезда дальнего следования.
Автомобильный транспорт
Через территорию Михайловского городского поселения проходит Московский автомобильный тракт.
Маршруты общественного автотранспорта (автобусы и маршрутные такси):
- Михайловка — Черемхово
- 223 маршрут «Усолье-Сибирское (ост. ст. „Химик“) — Михайловка (ост. ДК „Жарки“)»

## Памятники
- Стела «Я люблю Михайловку» (установлена 20 ноября 2019 года)
- Скульптурная композиция «Медведи» (установлена в ноябре 2019 года)
- Световые арки «Звёзды» (установлены в декабре 2019 год, приурочены к 75-летию победы в Великой Отечественной войне)

- Мемориал «Слава героям, погибшим в Великой Отечественной войне»
- Памятник чехословацким легионерам, которые отдали жизнь на пути к свободной родине

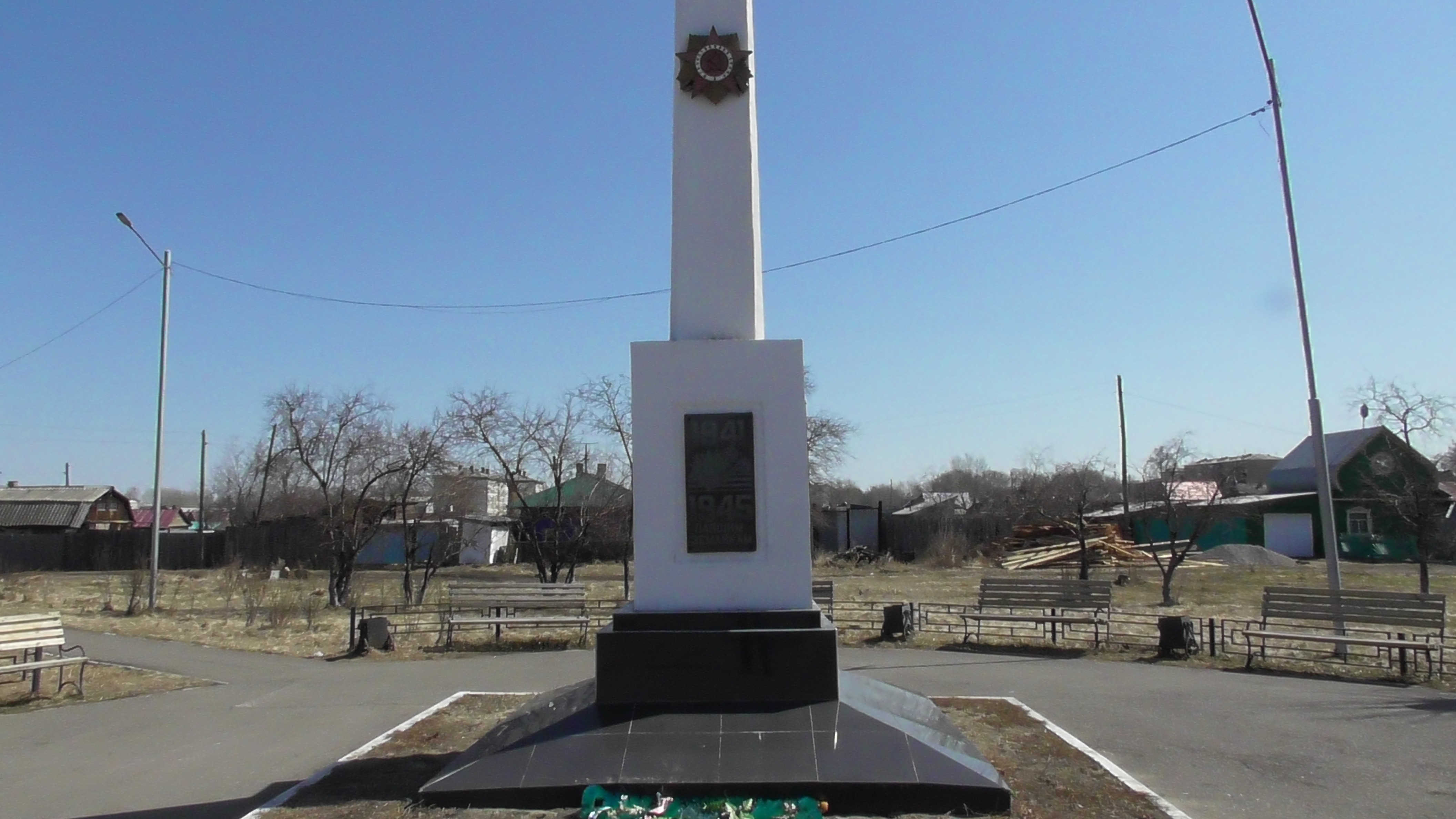
Обелиск
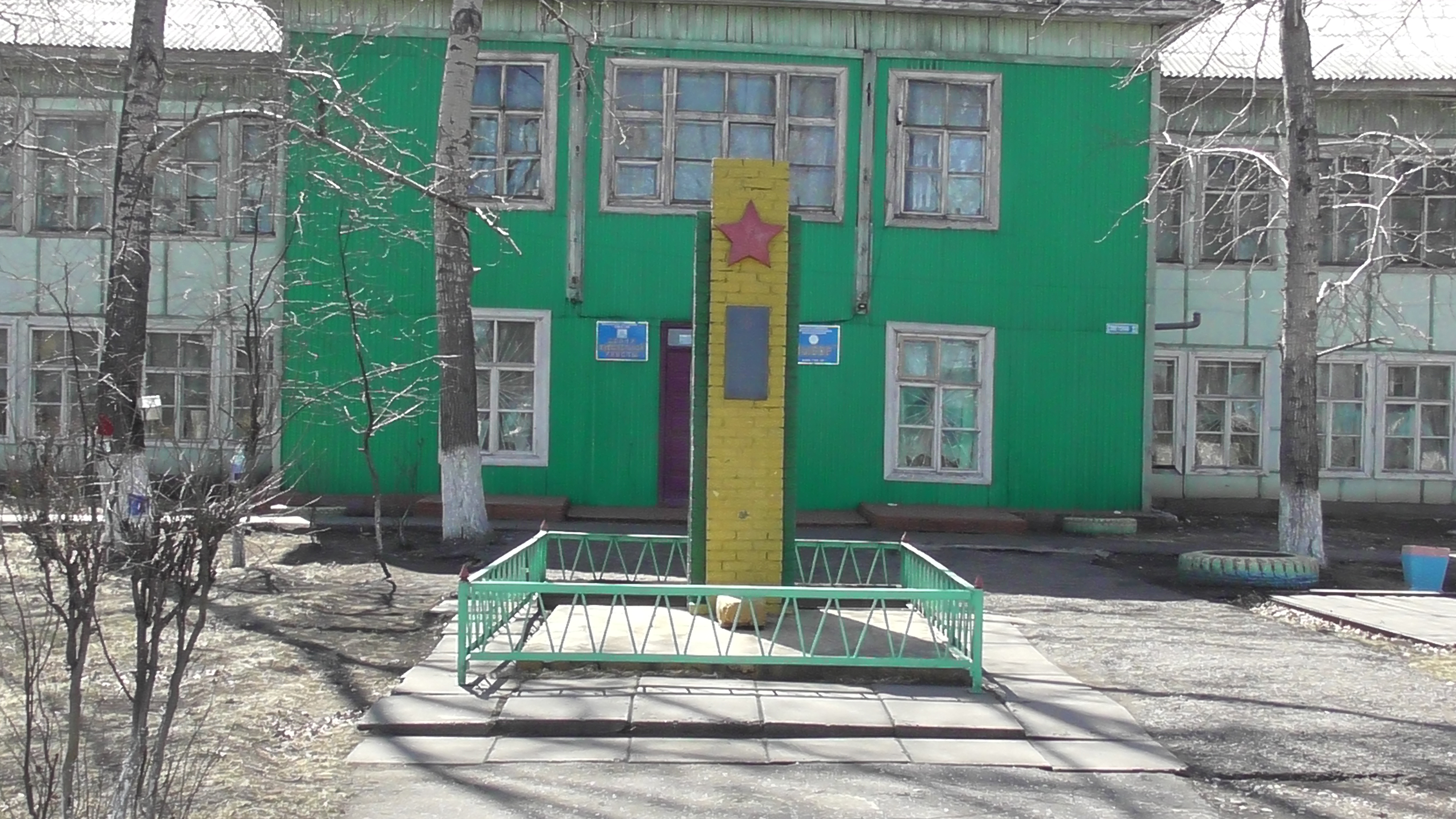
Обелиск

## Религия
В Михайловке действует православный храм Василия Великого.